# Llista de mots catalans d'origen cèltic
Aquesta és una llista de paraules catalanes d'origen celta, moltes d'elles compartides amb altres llengües romàniques. Algunes d'aquestes paraules ja existien en llatí com a préstecs procedents de les parles cèltiques, generalment del gal, mentre que d'altres van ser rebudes procedents d'altres idiomes.

## Els elements cèltics en català
La presència cèltica a la Península Ibèrica va ser molt important i s'hi documenten idiomes cèltics com el celtibèric i el galaic. L'adscripció cèltica del lusità, idioma indoeuropeu, és en discussió. El cèltics, habitants de la Betúria occidental, també parlaven una llengua cèltica, potser relacionada amb el celtibèric. Darrerament alguns investigadors han defensat que la llengua d'Andalusia Occidental, el tartessi, podria també tenir una base cèltica. La presència dels celtes és indiscutible a les terres de parla catalana, probablement en un temps anterior a la seva iberització. A un element cèltic de base autòctona, que Joan Coromines sovint anomena cèltic pirinenc, element de substrat potser inferior en quantitat al present a les llengües situades més a l'oest (castellà, portuguès, gallec, astur-lleonès i basc) se li ha d'afegir un intens corrent cèltic provinent del gal·loromànic. De tota manera, l'existència en el lèxic i la toponímia catalana d'estrats indoeuropeus anteriors (protocèltics o precèltics) és un factor a tenir en compte, que introdueix elements de dubte a l'hora d'atribuir origen cèltic a determinats mots. Aquests elements han estat molt considerats per Joan Coromines. Tot i això, ni la consideració com a no cèltic d'aquest component lèxic indoeuropeu antic, ni tampoc el pes dels components preromans no indoeuropeus (sobretot ibero-basco-aquitànics), poden restar importància al substrat cèltic en la llengua catalana, com es palesa en la llista que segueix.

## Llista de mots

### A-B
- Alosa. 'Ocell semblant a la cogullada i al pardal'. Del gal ALAUDA, que ja fou adoptat pel llatí clàssic.[2]
- Ambaixada. Del gal AMBACTOS 'servidor', pres de l'occità antic ambaissada.[3]
- Amblet i amblera. 'Anella de redorta per estacar l'arada al jou a un andà o a un altre'. Del cèltic *AMBILATIO (compost de AMBI 'entorn de' i un element incert, potser procedent de LLATA o del llatí LATUM (indoeuropeu TLA- 'col·locar, aguantar'). Francès dialectal amblais, alemany amblätz, engandinès i sobreselvà umblaz. Coromines diu que és mot heretat del cèltic pel llenguatge primitiu del Pallars.[4]
- Anderris. 'Clemàstecs' o 'capfoguers'. Occità antic andès, occità dialectal anderre, francès landier, gascó landrè. Probablement del cèltic ANDERI 'vedella', 'noia' (irlandès antic ainder).[5]
- Anyoc. 'aplec de fruits apinyats i sortits del mateix brot'. Potser emparentat amb el castellà añicos 'bocinets' i amb el gallec i portuguès anaco 'tros'. A la Vall d'Aran nòc 'manyoc, cosa arraïmada', bearnès gnoque, gnosque, mougnòc, delfinès nióc, italià nòcchio, gnòcco. Probablement d'un *ANNOKKO cèltic.[6]
- Aranyó. 'Fruita de l'arç negre o aranyoner'. D'una forma propera al cèltic *AGRANIO,-ON o *AGRINIO (irlandès antic airne, gal·lès eirinen 'pruna'). La -G- s'ha conservat en formes dialectals pirinenques i mallorquines com agranyó, agrinyó, arangó, i tenint en compte el basc aran o okaran 'pruna' i l'occità de Provença agreno 'prunyó', Joan Coromines es va decantar més per una forma del cèltic pirinenc *AGRANIO,-ON.[7]
- Avenc. 'Cavitat subterrània de dimensió quasi vertical'. Podria venir d'un mot indoeuropeu, potser cèltic, *ABINKO, derivat del nom indoeuropeu de l'aigua AB- o AP-. És un mot comú amb l'occità.[8]
- Bàlec. 'Ginesta nana'. Emparentat amb el francès dialectal i occita balai 'ginesta'. També amb el castellà dialectal bálago 'palla llarga dels cereals, sense el gra'. Mots afins als noms britònics de la ginesta (bretó balazn, gal·lès banadl) que suposen un britònic comú *BALADNO, mentre que els mots romànics suposarien bases com *BALADIO i el mot català suposaria *BÁLADO-/BÁLATO-.[9]
- Balma.'Cavitat sota roca'. Mot comú del català i l'occità, i també dels parlars romànics i alemanys dels Alps, fins al nord-oest d'Itàlia i sud de Bèlgica. Hi ha dubtes sobre la celticitat del mot, Coromines hi veu més aviat un element indoeuropeu anterior que ell anomena sorotapte. Bal existia en còrnic antic amb el sentit de 'mina' i a Gal·lès hi ha diversos noms de lloc amb aquest element inicial.[10]
- Banya. Amb la variant dialectal bana deriva del cèltic *BANNOM a través del plural neutre *BANNA. Mot comú amb l'occità i el francoprovençal.[11]
- Barana. 'Construcció que voreja una plataforma o un altre espai (per a servir de passamà o evitar que hom caigui)'. Vendria d'un *VARANDA, derivat amb el prefix cèltic UO- d'un cèltic *RANDA 'límit, frontera'.[12]
- Barda. D'un *BARDA amb el significat de 'clos, tanca', relacionat potser amb l'arrel cèltica VRAD- 'arrel, tronc'.[13]
- Barroer. 'Desconsiderat, matusser, groller'. Italià dialectal del nord baroero, berruer, toscà antic berroviere 'guàrdia armat, esbirro', occità antic berrovier, francès antic berruier 'guerrer audaç', que sembla el francès barruies 'habitant del Berry', en occità antic Beiriu o Berriu, del cèltic BITURIGUM.[14]
- Basca. Apareix amb els significats 'ànsia, angúnia', 'congoixa, angoixa', 'desmai, síncope', 'mareig, nàusees, convulsió' i 'xafogor, calor sufocant i feixuga'. Del cèltic WASKÄ 'opressió'.[15]
- Batre. Del llatí BATTUERE (llatí vulgar BATTERE), usat des del període literari arcaic, que degué entrar en la parla romana a través del cèltic.[16]
- Bec. 'Part prolongada de la boca dels ocells'. Occità i francès bec, italià becco, del cèltic BECCUS.[17]
- Beç. Nom del bedoll en català oriental, que deriva del cèltic BETWIO, cèltic comú BETWA.[18]
- Bedoll. Del cèltic BETULLOS, diminutiu de BETWA, que a través del femení BETULLA va passar al llatí.[18]
- Bèrbol. 'Espècie d'herpes'. En els dialectes occitans apareix bèrbi i bers. En altres dialectes occitans trobam les formes derbi i derbesse, que van amb dérbeda i dérbia de l'Alta Itàlia, reto-romànic dìervet i amb el francès dart(r)e, provinents del cèltic *DERVETA (documentat en llatí tardà en les formes derbita 'herpes' i derbiosus 'herpètic'. La forma catalana vendria d'una variant consonàntica BERB- de la mateixa arrel.[19]
- Bitlla o birla. 'Peça de fusta tornejada en forma que s'aguanti dreta, destinada al joc i a diversos usos tècnics'. Francès bille, avui relegat als parlars de Bèlgica i la Vall d'Aosta en el sentit de bitlla de jugar; valencià,aragonès,murcià i basc de Güipúscoa birla, algunes parles castellanes birlo. Podria venir d'una base cèltica *BIDLA o *BIDLO, derivada de l'arrel BHEID- 'fendre, estellar, partir'.[20]
- Blaca. 'Garric, alzinoi'. Nom sobretot occità. Vendria del gal *BLAKKA 'plantació'.[21]
- Blair o bleir. 'Abrusar, mustigar, fer malbé'. Occità antic blaïr (més comunament blazir o blezir), 'marcir, descolorir, tornar lívid'. Probablement de *BLESTUIARE o *BLASTIARE, derivat cèltic d'un germànic BLAST.[22]
- Blat. Occità blat, francès ble. Cèltic BLATO-, nom de la farina en totes les llengües britòniques, provinent del cèltic comú MLATO- 'molt'.[23]
- Ble. 'Filaments que cremen en una candela o gresol'. Mot germà de l'occità bléze. És probable que procedeixi del cèltic pirinenc *BLEDINO, derivat diminutiu del cèltic BLEDIO 'llop' (degut a l'herba blenera, de llargues fulles, que també es coneix com a coa de llop).[24]
- Boc. 'Mascle de la cabra'. Alt-aragonès buco. L'àrea del mot s'estén fins als parlars romanxes i alpins dels Grisons i del Piemont. El mot és antic en alt-alemany, anglo-saxo i escandinau, però sembla que hauria passat al romànic des del cèltic (irlandès antic bocc', ga·lès bwch, bretó bouc'h) a partir d'una base *BUCCO-.[25]
- Bodoix o budoix. 'Tros apilotat de matèries com llana o terra'. Mot mallorquí amb variants pudoix, mudaixó, en altres parlars catalans. Occità bodoisson. Probablement d'un *BETUSCIO, -ÓN,derivat de la base *BETUSCA, que va donar lloc a l'occità bodosca, bedosca, i al català antic bedosca 'brescam, matèria de cera', 'tavella', 'residus'[26]
- Boiga. 'Artiga, camp romput o desermat a fi de conrear-lo'. Occità boziga. Vendria d'una base cèltica *BOUDIA o *BAUDIA. Es podria tractar de l'arrel cèltica BOUD- 'guanyar', 'conquerir', 'vèncer' (indoeuropeu BHOUDH-). La idea fonamental és la de 'guanyar terreny al bosc'.[27]
- Bonó. 'Forat practicat en el fons o paret d'una bota, safareig, etc., per posar-hi o treure'n líquid'. D'una forma cèltica *BUNDON-, derivada de BUNDO- 'fons (d'un riu, d'un atuell)'. Occità i francès bondon, occità bonda, francès bonde, alemany bunde.[28]
- Bora, 'cova,caverna' i borar, 'foradar'. Probablement de l'arrel indoeuropea BHOR- 'perforar' que va donar el llatí FORARE i l'irlandès herna, 'escletxa, avenc'. Vendria, segons Coromines, d'un *BORA 'escletxa, badaluc, obertura de la terra', i com a verb 'foradar, buidar per dins', com a mot sorotapte o dels celtes pirinencs.[29]
- Bossoga. 'Bony, especialment el fet en el front per un cop violent'. Derivat del mateix tipus d'origen preromà cèltic *BOTTIA o *BOKIA que ha donat el francès bosse 'bony, gep', occità bossa, italià bozza o boccia 'bony', 'bolla', amb un sufix -OKA.[30]
- Braga. 'Calces que es duien sota l'altra roba', normalment usat en plural. Mot comú amb dialectes occitans, castellans i aragonesos. Del llatí BRACAE i aquest del gàl·lic.[31]
- Braina. 'Sembrat de cereals des que neix fins que treu l'espiga'. Del cèltic *BRAKNARO (gal·lès braenar, breinar 'terra de guaret'; irlandès branar 'rostoll socarrat'.[32]
- Bresca. Mot comú amb l'occità, aragonès i italià dialectal bresca, i amb el francès antic i dalectal bresche. Podria venir d'un *BRISKA del cèltic continental, amplificació de l'arrel cèltica BREIS- 'fragmentar'.[33]
- Bressar i bressol. En occità bretz o bres i bressol. En francès berz i berçuel des dels orígens, també bercier, després reduïts a berceau i bercer. Portuguès berço i berce (però breço a Estremadura i en el Minho).[34]
- Bri. 'Tija prima o fibra'. Occità i francès brin; dialectes de l'Alta Itàlia (s)brin- Gal·les brwyn-en, col·lectiu brwyn, bretó broenn-enn col·lectiu broen, còrnic antic brunnen, còrnic mitjà bronnen 'jonc'. D'un proto-cèltic *BREINO-, amb un resultat gal *BRINO- o bé *BRENO-, segons els dialectes.[35]
- Brisa. 'Tipus de vent'- Mot comú al castellà i portuguès brisa, francès brise, italià brezza, anglès breeze, neerlandès brise. Relacionat amb el francès briser 'rompre', de conegut origen cèltic.[36]
- Brisa. 'Rapa i pellofes dels raïms premsats'. Podria venir del llatí BRISARE (francès briser), d'origen cèltic. Occità antic i dialectal brisa, briso 'molla, engruna, miqueta'.[37]
- Broc. 'Punta de branca', 'canonet per on s'aboca un líquid'. Mot comú a l'occità. Mateix origen que broca. De *BROCCU o *BROCCA 'objecte prominent capaç de ficar-se dins un altre'. Irlandès mitjà brocc i el gal·lès i bretó mitjà broch són mots per denominar el teixó, animal de morro prominent que sovint l'usa per furgar, d'un cèltic BROKKOS.[38]
- Bruc. Occità bruga, milanès brüg. Del llatí gàl·lic BRUCUS, reducció del cèltic comú *VROIKOS. Antic irlandès froech, gaèlic fraoch.[39]
- Bruixa. Del nom cèltic del bruc *VROIKO-, alterat a *VROIKSA, usat en el sentit de 'la que va per les brugueres' (alemany heide 'pagà', 'landa' i 'bruc').[40]
- Bujola, bujol, buiola. 'Diverses espècies de galleda o obi'. Italià dialectal bugliolo, occità boiol. D'un diminutiu *BULGIOLA, procedent del cèltic comú BULGA o *BULGIA 'bossa o saquet'.[41]

### C-E
- Calm o calma. 'Altiplanície', 'plana alterosa i aglevada dalt d'una muntanya'. Mot estès pel nord de Catalunya, tot Occitània, domini franco-provençal, Franc Comtat i Borgonya. Provinent d'una base KALMIS, de l'arrel indoeuropea KEL- 'cobrir, cobricelar, cofar, emmantellar'.[42]
- Cama. Occità camba, italià gamba, francès jambe, engadinès chamma. Podria venir d'un KANəMA/KNAMA, transformat a KAMBA pel romànic (llatí vulgar CAMBA).[43]
- Cama i cameta. 'Peça corba que forma part de l'arada'. Del cèltic KAMBOS 'corbat'.[44]
- Camí. Del llatí vulgar CAMMINUS, d'origen cèltic.[45]
- Camisa. Del llatí tardà CAMISIA, que apareix en una sèrie de llengües europees occidentals i circum-mediterrànies, que passaren al llatí a través de la Gàl·lia.[46]
- Carro. Del llatí CARRUS i aquest del gal KARROS. Castellà, portuguès i italià carro, francès char, romanès i occità car.
- Civera o xevira. 'Espècie de baiard, amb dues barres o quatre braços, per traginar fems, collita o pedregam'. D'una base *SIBERIA o *TSIBERIA, probablement compost format amb el verb indoeuropeu BHERO 'jo porto'.[47]
- Clapa, clap, claper. 'Massa de rocs', 'cada un dels rocs o rodals de terreny que, disseminats per un vessant o una planada, els motegen de colors diferents'. Occità clapa, clap, clapier, clapareda. D'unes formes KLAPP/KRAPP-.[48]
- Cleda. 'Tanca feta amb vares o barrots vegetals, d'ús pastoral sobretot", Del cèltic KLETA. Alt aragonès cleta, basc keleta, gereta, kerete, gallec i portuguès cheda, piemontès cheo, francès claie i occità cleda.[49]
- Clova, clovella, closca i clofolla. 'Closca de nou, closca d'ou'. Cèltic KNÖVA 'nou, rosca' (irlandès antic cnû, gal·lès cnewen, bretó keneu). Mot present en l'occità antic clovel.[1]
- Cóm. 'Obi, petita conca per abeurar o per fer beure els animals'. Del cèltic KUMBOS 'atuell enconcat, concavat'. Bretó komm, irlandès mitjà comm. Des d'aquest sentit ha passat a denominar valls de forma còncava, català coma.[50]
- Cotna. 'Pell grossa i dura, especialment la de la cansalada'. Portuguès codea, gascó i occità códena, francès couenne, italià cotenna. D'una base *KÚTENA i *KUTÉNNA.[51]
- Eixanguer. 'Tira de cuiro que subjecta el camatimó de l'arada al jou'. Podria venir d'una base *EXCINGARIO (irlandès antic i britònic cingim 'jo marxo').[52]
- Embosta. 'Porció de qualsevol cosa escampadissa que cap en la conca de les dues mans juntes'. Del cèltic *AMBOSTA, derivar de *BOSTA 'conca de la mà' (irlandès mitjà boss, bass; gaèlic bas; bretó boz), amb el prefix AMBI- 'ambdós, tots dos'.[53]
- Enterc. 'Ert, rígid'. Cèltic *TERKOS (irlandès antic terc 'rar, escàs', gaèlic tearc).[54]
- Envà. 'Paret prima' i ant, 'espècie de barbacana'. Occità antic anvan; francès antic anvan, avui auvent. Del cèltic *ANDEBANNON, compost de BANNOM 'banya' i ANDE 'gran'.[55]
- Esbardellar-se o esbardellar. 'Clivellar.se, esclatar, badar'. Francès dialectal ébardeler, 'esclafar', derivat de *BARRUM/BARDUM 'argila, fang', potser precèltic o cèltic.[56]
- Escaig. 'Retall, escapoló, sobrant'. Occità antic i modern esca(i)g; aragonès dialectal escay, desgay; basc eskai. D'un *SKAIDIO O *SKADIO, de l'arrel indoeuropea SKID- 'tallar, retallar' o SKED- 'partir, fendre'.[57]
- Esdernegat. 'Cruixit, destrossat'. Català antic esdernar, 'estellar, fendre' i derna, 'tros, bocí en què es parteixen fruits i altres coses'. Occità darno, francès dialectal darne. D'un gal *DARNOM (plural DARNA), germà del bretó, còrnic i gal·lès darn 'part, tall, tros'.[58]

### G-M
- Gallard. Occità i francès gaillard, 'vigorós, valent'. Del celta britònic GUALART 'dominador, dominant, sobirà'.[59]
- Ganxo. Segons Coromines podria venir d'un cèltic *GANSKIO (irlandès antic gesca) i *GANKIO (gal·lès cainc), amb el sentit de 'branca' i altres espècies de ramatge.[60]
- Garra. 'Part inferior de la cama de l'home, de les cavalleries i algun altre quadrúpede', 'sofraja', 'garró'. Del cèltic *GARRA. Occità garra. francès jarret.[61]
- Garric. 'Varietat d'alzina, alzina petita'. D'un cèltic *KARRIKA, a partir de l'arrel preromana KARR-/KERR-.[62]
- Garsa. Ocell del gènere Pica. D'un cèltic *KARKIA, parent del britònic Kerc'heiz, corcid.[63]
- Gavatx. 'Pap o papada, sobretot el dels ocells'. De *GAUAKTE o *GAUAKTIO. Occità gavaig, gavach o gavai, estès amb formes com gavot, jabot, gavàs, gavazzo... als parlars francoprovençals i alt-italians.[64]
- Gebre o gebra. D'un cèltic *GEBROS, *GEBRA 'gèlid, hivernal'. Occità gibre, geure, francès givre.[65]
- Glenya. Mot empordanès que designa un manat d'espigues espigolades. De *GLENNARE/GLANNARE. Occità glena, francès glaner, 'espigolar'.[66]
- Grava. 'Pedruscall que serveix per a la construcció, sobretot de camins'. D'un mot *GRAVA. Francès grève; occità, reto-romànic i alt-italià grava.[67]
- Gresol. 'Llum d'oli'. De l'adjectiu *KROSOS 'buit de dedins', a través del derivat *KROSIOLU. Occità antic crosol, gascó grusó, francès antic croisuel, italià crogiuolo i castellà antic cresuelo.[68]
- Gronxar, engronçar, agrunçar. Occità crossar, 'bressar'; francoprovençal i alpí cros, cruès, 'bressol'. D'un gal *CROTTARE o *CROTTIARE (irlandès mitjà krothaim 'jo sacsejo'.[69]
- Llata. 'Vara o bigueta prima i llarga'. Irlabès antic i modern slat, 'vara'; gal·lès antic llath i slath; bretó laz.[70]
- Llena. 'Llosa'. Aragonès liena, gascó lio, castellà cantàbric len. De *LENA o *LENE.[71]
- Llepar i llépol. Occità lepar i mots semblants en el Nord d'Itàlia. Possible afinitat amb el francès laper' i anglès to lap, 'beure a llengüetades'. Coromines esmenta un possible *LEPPOLO- o *LEPPELL-.[72]
- Llossar. 'Passar per la fornal el tall d'una eina agrícola per agusar-lo'. Del cèltic LOUKIDATO-, LEUKETIO-.[73]
- Llegua. Del llatí tardà LEUGA, d'origen cèltic.[74]
- Maduixa. D'un cèltic *MAIOSTA. Castellà dialectal mayueta, provençal, alpí, alvernès i llemosí maioussa, m(a)ousso; provençal i llenguadocià majoufo-; alt italià magiostra; rètic central i oriental m(a)ut(s)a; basc mazusta.[75]
- Mena. 'Mineral, mina', des d'on passà a 'classe, espècie'- Occità mena, francès mine. Mot provinent del cèltic MEIN-, que es conserva en les llengües cèltiques insulars, amb el significat de 'mineral', 'metall' i 'mina', i que en l'evolció posterior es reduí a *MINA en una part dels dialectes gàl·lics, i a *MENA en el cèltic insular i la resta de parles cèltiques continentals.[76]
- Maó. 'Bloc d'argila cuboide, endurit per a construcció, anàleg i diferent del totxo i la rajola'. Hubschmid proposà l'etimologia cèltica *MADITA 'cosa rompuda', derivat del radical verbal MADI- (irlandès antic maidid, 'es trenca, s'esmicola')[77]
- Marf. 'Marcir'. Del cèltic MARVOS, 'mort', de l'arrel indoeuropea MOR/MR 'morir'.[78]
- Moixernó. Nom d'un bolet agaricaci. Mot comú a l'aragonès muxordón (buxarnón) i el gascó i llenguadocià moucharnou, bucharnoun. D'una base *MUKSERNON-. variant formativa de MUKSARION- (francès antic moisseron, francès modern mousseron. provençal i llenguadocià moussairou(n), català dialectal moixeró i anglès mushroom 'qualsevol bolet'.[79]

### O-R
- Osca. 'Mossa, tall fet al costat d'una cosa'. Occità osca, francès antic osche, francès oche, gallec osca, asturià i aragonès güesca, basc ozka. D'una base *ǑSCA relacionada amb el cèltic ASK 'mossa' (gal·lès osgo, bretó ask).[80]
- Peça. Del cèltic *PĚTTIA, 'tros', 'bocí', 'part'.[81]
- Pellucar. Occità pelucar, gascó perucar, francès antic peluchier, francès modern éplucher, italià piluccaré. D'una base PLUKKJAN, comuna a les llengües germàniques. La rel seria un *PI(L)LUCARE o *PLUKKI-.[82]
- Perol. Diminutiu d'un antic per, 'espècie de cubell'. Occità par, pairol. Provinent del gal meridional *PARIO, en cèltic comú QUERIO (gal·lès pair, irlandès coire).[83]
- Petricó. 'Nom d'una mesura de líquids'. Podria venir d'un cèltic *PATTRIKKON-, derivat del nom indoeuropeu del nombre 4 (gàl·lic, petuar i petru-; britònic petuar).[84]
- Pot. Occità i francès pot, 'tupí, olla'; castellà bote o pote. D'una base POTTUS 'mena de vas', documentada en algun autor gal·loromà de baixa època.[85]
- Pua. D'un *PUA o *PUGA, emparentats amb els llatins PUNGERE 'punxar' i PUGIO 'punyal'.[86]
- Quer. 'Roca', 'penyal'. Derivat d'un preromà, probablement cèltic *CARIU, procedent d'una arrel KARR- 'pedra, roca', i germà del basc (h)arri (ant. karri, 'pedra').[87]
- Randa. 'Puntes fines de fil gruixut'. Castell'a randa i portuguès renda. Occità antic i italià randa 'orla, marge' i també 'extrem, fi', 'línia', 'clos, tanca'. Vinculats amb aquest mot hi ha els verbs randar i arranar (adverbi arran). Del cèltic RANDA 'partió, frontera, límit'.[88]
- Rega. 'Solc', 'arruga', del cèltic *RIKA 'pórca', 'solc'. De l'indoeuropeu comú *PṚKA, amb caiguda de la P. Gal·lès rhych i bretó antic rec.[89]
- Rest. 'Ferro fermat a l'armadura, a on es recolzava el puny de la llança en posició d'atac'. Probablement d'un protocèltic *RESTIS 'llança'.[90]
- Rost.'Molt pendent, quasi escarpat'. Occità antic raust. Francès antic roiste. Probablement d'un cèltic *ROSTO. d'un sentit no molt diferent (bretó mitjà ros, gal·lès rhos, irlandès antic ross).[91]
- Rota. 'Cítara'. Francès antic rote. Irlandès crott 'citara', gal·lès crwth 'violó'.[92]
- Rusca. 'Escorça de certs arbres, sobretot de l'alzina surera'. De rusca en va sortir rusc 'casera d'abelles'. Irlandès mitjà rusk 'escorça', bretó rusk/ruskl 'escorça', ruskenn 'rusc', gal·lès rhisg/rhisgl, còrnic risc i rusc.[93]

### S-Z
- Saboga. 'Gènere de peixos'. Derivat del nom cèltic de l'estiu SAMOS que es quan apareix aquest peix. Mossàrab i aragonès saboga, castellà sábalo, portuguès sàvel. Probablement d'una base cèltica *SABAUKA, alteració de la forma documentada SAMAUKA, potser causada per lenició cèlttica de -m- en -b-.[94]
- Saió, 'Franja de sembradura, generalment limitada per dos solcs'. Llenguadocià selhoun, francès antic seillon, reto-romànic seglia, tots amb el mateix significat. Francès modern sillon 'solc'. Probablement d'una base cèltica *SELION.[95]
- Sas. 'Planell allargat, a manera de terrassa'. Aragonès saso, mateix significat; occità antic sais, saissa 'gris'. Sarda i sardera, 'tros que no es cultiva, dalt del sas'. Probablement d'un indoeuropeu i també cèltic *SASSO, amb els derivats *SASSIA I *SASSITA. *SASSO va significar blat (mots catalans xeixa, xixell, xixella, 'tudó de color grisenc'), amb translació semàntica 'color de gra cereal' > 'gris blanquinós o fosquejant'.[96]
- Sàlic. 'Arbust caducifoli de la família de les salicàcies (Salix purpurea)'. Celta *SALIKO. Irlandès mitjà sail, genitiu sailech, gal·lès helygen.[97]
- Soca. 'Tronc de l'arbre, part inferior del tronc que resta a terra quan es talla l'arbre'. Probablement d'un gàl·lic TSŪKKA que correspon al germànic stokk 'bastó', 'cep', 'rabassa'. El mateix origen deu tenir el català soc.[98]
- Soll. 'Cort de porcs'. Segurament preromà, d'un compost de l'indoeuropeu SUS 'porc', com el gal SǓTĚGIS, alterat per influx d'un llatí vulgar *SŬBTŬLUS 'soterrani' en *SŬTĚLIS, *SŬTLE. Aragonès zolle.[99]
- Sorna. Occità sorn 'fosc, melancòlic', en els Alps 'sord, cec'. Potser d'un cèltic (T)SURN/STURN. Llombard i tirolès sturn, piemontès tsorn 'sord'.[100]
- Suca i Suc. 'Turó prominent', 'cap'. Occità suc, suca id. i 'cim del cap'; italià antic i dialectal zucca, 'punta del cap', 'cap'. D'una base TSOKK-, que es tancà en TSUKK-, amb diferents canvis a l'inicial (tuc, truc, suc…).[101]
- Sutja. Occità sueja, suja, francès suie. D'una base cèltica *SOUDIA, que passà a *SUDIA.[102] Irlandès antic suide 'sutge', formes obscures en britònic sobre una base *SUD- : gal·lès huddygl sutge.[103]
- Tacó. 'Varietat de peix?'. Probablement d'un gal·loromà TEKKO, documentat en el segle vi.[104]
- Talús. A Mallorca tarús. 'Inclinació del parament d'un mur, d'un marge o d'una porció de terreny'. És un manlleu del francès talus. Probablement d'un derivat gàl·lic *TALUTTON, del cèltic TALOS 'front'.[105]
- Tancar. 'Fer que una obertura sigui obstruïda i que l'interior quedi aïllat de l'exterior'. Occità tancar id. i 'deturar'. Cèltic *TANKO 'jo subject, jo fix'. Cèltic comú TNK 'coagular, fixar, arreglar'.[106]
- Tany. 'Rebrot, branqueta'. Occità tann 'grop, escorça de planta'. francès tan 'escorça'. Del gàl·lic TANNOS 'roure', amb possible influència del gòtic TAIN 'brot, branca'.[107]
- Tarot. 'Broc, barretot'. Portuguès dialectal taroco 'tros de fusta'. italià tarocco, francès tarot 'mena de cartes de joc' i castellà tarugo 'tasconet, clavilla'. Relacionats amb un cèltic *TARUCON, que tendria el significat de 'pern, clavilla'.[108]
- Tasca. 'Prestació forçosa, de caràcter feudal'. Mot comú amb l'occità, francès tâche. D'un *TASKA protocèltic, amb molts de paral·lels en les llengües germàniques i eslaves.[109]
- Tascó. ?Cuny'. Mot català i occità. Aragonès i gascó tasca 'gleva, tarròs'; castellà i portuguès tascos 'estopa espadada de cànem o de lli'; gallec tascon, tasca 'espadadora'; castellà atascar 'embossar'. Afí al cèltic galata τασχός 'permòdol, clavilla, estaca', d'un cèltic *TASKOS.[110]
- Timba. 'Precipici'. Sicilià i calabrès timpa; Salerno tèmba 'penyal'; Basilicata tèmba, témba, tèmbe, tèmp 'pujol, altura, penyal', amb formes semblants a Cilento, Campània, Apúlia i Abruços. Algunes romanalles als Alps suïssos. Al Bearn templà, temblà i a l'Alt Aragó templar 'vessant de muntanya'. El mot reapareix als Balcans. Vinculat als desce4ndents protocèltics de l'indoeuropea TEMP- 'rigidesa, tibantor, tensió'.[111]
- Toll. 'Gorga'. Castellà atollar, atolladero, portuguès toleiro, gallec tola. Possible origen del cèltic TULLOS, TULLON 'forat, buit'. Irlandès toll, gal·lès twll, bretó tull.[112]
- Torm. 'Penyal isolat, terròs'. Castellà tormo. Alt aragonès turmo. gascó turmo, turmu. Probablement d'una base preromana i potser cèltica o protocèltica TǓR-MO. s'hi vinculen els mots catalans turma 'tòfona, testicle' i turmell 'bony del coll del peu'. Occità turmel, trumet, basc de Guipúscoa txurnillo, txurnio, basc navarrès txurmio, francès trumeau, francoprovençal tremé, portuguès i gallec tornozelo, procedent d'un antic i documentat tormezelo.[113] S
- Toron. 'Font, deu, ullal'. Occità antic toronn, teronn. D'una possible base *TUROMNOS.[114]
- Traire. 'Arpó'. Occità taraire, castellà taladro, portuguès trado, francès antic tarere, avui tariere 'barrina'. Del llatí TARATRUM, d'origen cèltic.[115]
- Tranca 'barra, bernat' i tranc 'passa llarga, marxa, bona marxa'. Castellà i portuguès tranca i tranco. Arrel indoeuropea TER/TR 'perforar'. Baix llatí TARǏNCAS. Gal tarinca 'ast o pern llargs'. Francès taranche, occità tarenco. Irlandès mitjà i modern, gaèlic tairnge 'clavilla. clau'. D'un cèltic TARANKĀ o TARǏNKA, D'ON *TRANKA (amb vocalització N > an de tipus gal·lobritònic).[116]
- Trau. 'Forat'. Antigament trauc i el verb traucar. Occità trauc i traucar, francès trou i trouer. Bretó troh o truh 'incisió, osca'. gal·lès truwch 'mutilat'. Bretó antic treorgam 'jo perforo'. Podria procedir tot d'un cèltic *TRAORKA, d'on *TRAOCARE i el substantiu *TRÁOCOM.[117]
- Trencar. Occità trencar, francès antic trenchier. Cèltic *TRENKO 'jo tallo, trenco, destrueixo'.[118]
- Tronya. 'Belitre, garneu'. Antic trony o tron 'camús'. Occità antic tronn 'camús' i francès trogne 'morros, boca o cara deforme'. Del cèltic *TRǓGNA, amb una variant *TRǓNNO en els dialectes britònics.[119]
- Truan o truà. Pres de l'occità antic i el francès antic truan. De l'arrel indoeuropea TREU-/TROU-, d'on en sortiria un cèltic *TROUGANNOS.[120]
- Truja. Occità antic trueja (o troia). francès truie i italià tria. Base cèltica *TRǑGIĀ, cèltic comú TORKOS 'verro, senglar'.[121]
- Tupí. Occità antic i modern topin, francès dialectal to(u)pin, alemany antic töpfen (avui topf 'pot, olla'). Potser vinculat al mateix origen que pot, *POTTĪNO > *TOPPĪNO, amb metàtesi.[122]
- Turó. 'Puig'. D'una base *TŪRŌN, present en parlars gascons, francesos i suditalians.[123]
- Vebre. 'Castor'. Del cèltic BEBROS o BIBROS, i aquest de l'indoeuropeu *BHEBHRUS.[115]
- Vern 'Arbre caducifoli (Alnus glutinosa)'. Del cèltic UERNO. Irlandès fern, bretó gwern, gal·lès gwern 'verneda'.[124]
- Volant. 'Falç sense dents, més ampla i gran que la falç dentada'. Occità antic volam. occità modern volame, volama. Sembla venir del cèltic comú *LAMA 'mà', amb el prefix cèltic UO-.[125]
- Volca. Mot comarcal, potser 'quinta ufanosa', 'indret o cosa fèrtil'. Sense cap seguretat podria tractar-se del cèltic OLCA 'camps fèrtils'. Castellà antic huelga 'horta a les vores d'un riu'.[126]
- Volva. 'Partícula petita i lleu d'un cos que l'aire s'emporta fàcilment, que està en suspensió', 'filament, pellofa'. Probablement del gal·loromànic *ULVA 'polsim, filagarses', d'un cèltic ULUO-. Gal·lès ulw 'cendra en pols', bretó ulvenn 'volves de lli, filagarses'.[127]
- Xaragall. 'Incisió erosiva que produeix l'aigua de la pluja en escórrer-se per un terreny inclinat'. D'una base ARGALIO, que es podria relacionar amb l'arrel indoeuropea ARG- 'terra blanquinosa'. Asturià i lleonès argayu 'ensulsiada, despreniment de terres', llenguadocià antic aragalh, issarag(u)alh 'xaragall'.[128]
- Xeixa. 'Varietat de blat'. Llenguadocià sieisso, llenguadocià i provençal saisseto. D'un cèltic *SASSIA. Gal·lès haidd i bretó heiz 'ordi'. Sasia o asia consta com a nom del sègol a la Gàl·lia Cisalpina, segons Plini.[129]
- Xerigot. D'una base SORO-, d'on *SORIKOTTO, que Coromines qualifica de sorotapte. Occità antic serigot i saligot, xerigot en algunes parles modernes; alt aragonès sirigüeta i siriketa; basc xirigota, zirikot.[130]